# Llanfair Pwllgwyngyll
Llanfair Pwllgwyngyll är en community i Storbritannien. Den ligger på ön Anglesey i kommunen Isle of Anglesey och riksdelen Wales, i den sydvästra delen av landet, 300 km nordväst om huvudstaden London. 
Orten heter också Llanfair Pwllgwyngyll, men är mest känd som Llanfairpwllgwyngyllgogerychwyrndrobwllllantysiliogogogoch.